# جو فلانيجان
جو فلانيجان (بالإنجليزية: Joe Flanigan)‏ مواليد 5 يناير 1967 في لوس أنجلوس، هو ممثل أمريكية بدأ مسيرته الفنية عام 1994.

## الأعمال
- القاضية إيمي
- سي إس آي: ميامي
- ستارغيت أتلانتس
- ستارغيت إس جي 1
- فرينج
- آرمي اوف تو: ذا ديفل كارتل

## وصلات خارجية
- جو فلانيجان على موقع IMDb (الإنجليزية)
- جو فلانيجان على موقع روتن توميتوز (الإنجليزية)
- جو فلانيجان على موقع ألو سيني (الفرنسية)
- جو فلانيجان على موقع تيرنر كلاسيك موفيز (الإنجليزية)
- جو فلانيجان على موقع أول موفي (الإنجليزية)
- جو فلانيجان على موقع قاعدة بيانات الأفلام السويدية (السويدية)
- جو فلانيجان على موقع إن إن دي بي (الإنجليزية)
- جو فلانيجان على موقع قاعدة بيانات الفيلم (الإنجليزية)
- جو فلانيجان على موقع كينوبويسك (الروسية)